# Ankang

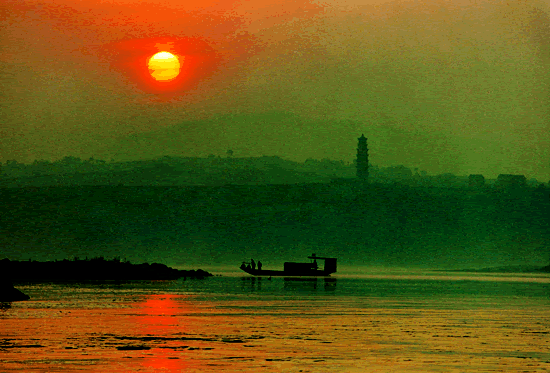
Le fleuve Han à Ankang

Ankang (安康 ; pinyin : Ānkāng) est une ville du sud de la province du Shaanxi (陕西, pinyin Shǎnxī,) en Chine, à mi-chemin entre Hanyong et Shiyan.

## Géographie
La surface de sa juridiction est de 23 529 kilomètres carrés, occupant ainsi 11,9 % de la surface du Shaanxi. Le sud et le nord de la ville sont constitués de régions montagneuses. Elle se situe à mi-chemin de quatre provinces. La distance entre Ankang et Xi'an (centre administratif de Shaanxi) est de seulement deux cents kilomètres. Le fleuve Han traverse Ankang. Les transports par chemin de fer et fluviaux sont très importants.

Ankang possède un aéroport (code AITA : AKA).

## Climat
La surface des terres agricoles est de 219 hectares supérieure au niveau moyen de cette province. Les quatre saisons sont bien marquées. Le climat y est tempéré et il n'y a pas de givre pendant toute l'année. La pluie tombe en quantité suffisante.
Les températures moyennes pour la ville d'Ankang vont de +3,9 °C pour le mois le plus froid à +27,7 °C pour le mois le plus chaud, avec une moyenne annuelle de +16,2 °C, et la pluviométrie y est de 823,2 mm (chiffres arrêtés en 1990).

## Démographie
Sa population était de 2,94 millions d'habitants en 2002. La densité de population est de 124/kilomètre carré. Il y a 25 ethnies.

## Subdivisions administratives
La ville-préfecture d'Ankang exerce sa juridiction sur dix subdivisions - un district et neuf xian :
- le district d'Hanbin - 汉滨区 Hànbīn Qū ;
- le xian de Hanyin - 汉阴县 Hànyīn Xiàn ;
- le xian de Shiquan - 石泉县 Shíquán Xiàn ;
- le xian de Ningshan - 宁陕县 Níngshǎn Xiàn ;
- le xian de Ziyang - 紫阳县 Zǐyáng Xiàn ;
- le xian de Langao - 岚皋县 Lángāo Xiàn ;
- le xian de Pingli - 平利县 Pínglì Xiàn ;
- le xian de Zhenping - 镇坪县 Zhènpíng Xiàn ;
- le xian de Xunyang - 旬阳县 Xúnyáng Xiàn ;
- le xian de Baihe - 白河县 Báihé Xiàn.